# Codice rosso (serie televisiva)
Codice rosso è una serie televisiva italiana prodotta nel 2006 e trasmessa in prima visione in chiaro da Canale 5 tra il 16 novembre e il 15 dicembre 2006, incentrata sul corpo nazionale dei Vigili del Fuoco.
La serie, composta da una sola stagione, narra le avventure dell'immaginaria squadra 15A del corpo dei vigili del fuoco di un distaccamento nella città di Roma, alle prese con vari soccorsi tecnici urgenti tra cui, un piromane.

## Trama
I vigili del fuoco permanenti Giovanni, Marcello, Umberto e Ivan festeggiano a casa del loro capo squadra Pietro l'ennesimo salvataggio compiuto dalla loro squadra, la 15A, riconosciuta dal Corpo Nazionale dei Vigili del Fuoco la migliore squadra di tutta Roma e premiata a più riprese.
Poche ore dopo gli stessi uomini intervengono per sedare ed estinguere un incendio scoppiato per cause misteriose presso la clinica "Santa Costanza", un ospedale specializzato nella riabilitazione di ragazzi down o affetti da vari disturbi psicomotori.
Essendoci quindi ancora dei bambini intrappolati, Pietro con la sua squadra decide di entrare dell'edificio, diventato nel frattempo un muro di fuoco.
Ivan, influenzato, viene sostituito da Guido Basile un vigile di un altro distaccamento che si aggiunge alla 15A anche per via delle sue spiccate doti di comunicazione con bambini problematici.
Mentre le operazioni di Ricerca e Salvataggio sono ancora in corso, il funzionario ispettore anti-incendi Nicola Videtti ordina alla 15A di abbandonare immediatamente l'edificio a causa della presenza di bombole di acetilene, lasciate da alcuni operai in quanto l'ospedale era sottoposto ad interventi di restauro.
Pietro obbedisce e raduna i suoi uomini, ma si accorge che il vigile aggiunto Basile manca all'appello; così si reca alla sua ricerca.
Basile viene ritrovato gravemente ferito a una gamba e aggrappato a una grata di ferro a penzoloni nel vuoto, a causa dell'improvviso scoppio di una bombola che ha causato la morte di una ragazzina che egli stava salvando.
Pietro con l'aiuto dei suoi uomini raggiunge Basile con una corda e gli intima di mollare la presa e farsi legare per poterlo trarre in salvo.
Egli però è in preda a un attacco di panico e non dà ascolto a Pietro, che nel frattempo si accorge che sotto di loro si trovano molte bombole di acetilene roventi che stanno per scoppiare.
Pietro decide quindi di tagliare la corda che lega Basile ai suoi uomini, sacrificandolo e permettendo così agli altri di evacuare il palazzo.
Le bombole tuttavia esplodono e l'onda d'urto travolge la 15A, causando l'istantaneo decesso di tutta la squadra, tranne Pietro che, trovato dai soccorritori in arresto cardiaco, viene rianimato e salvato.
Comincia così per Pietro un lungo calvario sia fisico che mentale: egli non si dà pace per aver "sacrificato" il povero Basile e decide così di frequentare la famiglia del defunto vigile, composta dalla giovane moglie Aisha, originaria di Tunisi, che lavora in Italia come fisioterapista, e dal figlio adolescente Lorenzo.
Fra Pietro e Aisha nasce subito un profondo legame che si tramuterà ben presto in una relazione.
La 15A viene nel frattempo rifondata, sempre capitanata da Pietro, nonostante i dirigenti del CNVF guidati dal severo ed intransigente funzionario Magrelli, non siano d'accordo e consiglino a Pietro di prendersi un periodo di aspettativa.
La "nuova" 15A sarà quindi composta, oltre che da Pietro, da Ivan, che rifiuta una proposta di lavoro come muratore decidendo di rimanere nella 15A allo scopo di "sorvegliare" Pietro, perché non si fida della sua versione dei fatti in merito alla morte del fratello Giovanni e vuole vederci chiaro; da Fausto Rossi, un "donnaiolo" imbranato reduce da una sfortunata esperienza durante il servizio all'aeroporto di Roma; da Stella Sandri, una delle pochissime donne vigili del fuoco, troppo sicura di sé, che ha una relazione con Giuliano, un commissario di polizia sposato; e da Rocco Parrino, giovane siciliano impacciato che si prenderà una cotta per una soccorritrice della croce rossa durante un intervento sul GRA.
La nuova 15A inizialmente non va molto a genio a Pietro, ma dopo che i nuovi ragazzi gli salvano la vita durante un incendio a un fienile, esso si ricrederà arrivando a scusarsi con loro.
La squadra del distaccamento romano è infine affiancata da Fulvio, un ex vigile capo squadra ora in pensione che si occupa di gestire l'archivio e il museo della caserma e che, a tempo perso, si occupa di indagare sugli incendi e sulle loro cause scatenanti, facendo parte del N.I.A. (Nucleo Investigativo Antincendi).
Sarà proprio Fulvio con le sue indagini a rendersi conto per primo che l'incendio alla clinica "Santa Costanza" non è stato accidentale, dovuto alla presenza dei lavori di ristrutturazione, ma invece parte di una lunga serie di incendi dovuti ad un piromane che a causa di un problema familiare prende di mira istituti, scuole e ospedali dove si trovano bambini disabili.

## Episodi
| Stagione       | Episodi | Prima TV |
| -------------- | ------- | -------- |
| Stagione unica | 12      | 2006     |

## Personaggi e interpreti
- Pietro Vega: interpretato da Alessandro Gassmann, è il caposquadra della 15A.
- Ivan Amidei: interpretato da Claudio Gioè, vigile del fuoco, all'inizio della serie perde il fratello, anche lui vigile del fuoco, nell'incendio in una clinica.
- Fausto Rossi: interpretato da Pietro Taricone, entra nella 15A dopo l'incendio doloso che causa la morte dei suoi componenti. Prima di questo incarico lavorava nella sezione aeroportuale. Alla fine della stagione inizia una relazione con Stella Sandri.
- Stella Sandri: interpretata da Ilaria Spada, entra nella 15A dopo aver lavorato al comando generale.
- Rocco Parrino: interpretato da Silvio Laviano, entra nella 15A come autista della squadra, conoscendo molto bene le strade romane. Durante l'intervento per un incidente conosce una dottoressa, di cui si innamora.

## Curiosità
- La caserma sede della 15A rappresentata nella Fiction, è nella realtà quella di via Marmorata a Roma, denominata Ostiense, una delle caserme dei VVF più antiche della città
- Nella realtà la numerazione 15A (dove A sta per il turno di servizio A-B-C-D) è quella del distaccamento di Marino, comune della città metropolitana di Roma; la vera numerazione della caserma Ostiense è 7
- La trama di uno degli episodi (1X09), dal titolo Tenebre, fu ispirato a un fatto di cronaca realmente avvenuto, il blackout italiano del settembre 2003
- Per produrre la Fiction si sono rese necessarie una troupe con più di 100 elementi, oltre 200 attori, 2000 comparse e un centinaio di stuntman. Delle circa 800 scene girate, quasi il 50% prevedeva l'utilizzo degli effetti speciali, sotto il vigile controllo dei dirigenti dei Corpo nazionale dei vigili del fuoco
- Il camion-autopompa dei Vigili del Fuoco usato nella serie è un IVECO EuroFire con allestimento Magirius, ancora operativo nei vari distaccamenti